# ورزشگاه گلدستون گرند
ورزشگاه گلدستون گرند (انگلیسی: Goldstone Ground) یک ورزشگاه فوتبال در هوو، انگلستان بود
این ورزشگاه که در سال ۱۹۰۱ تأسیس و در سال ۱۹۷۷ تخریب شده میزبان دیدار تیم‌های افغانستان و لوکزامبورگ در مرحله مقدماتی مسابقات فوتبال بازی‌های الپیک تابستانی ۱۹۴۸ بوده‌است.

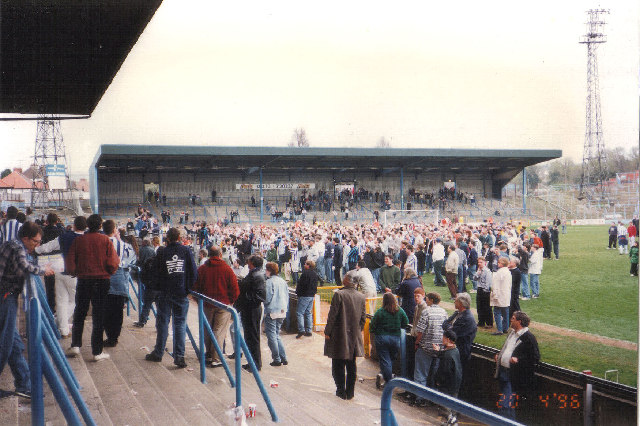
ورزشگاه در سال ۱۹۹۶